# Румени извор
Румени извор је 58. епизода серијала Мали ренџер (Кит Телер) објављена у Лунов магнус стрипу бр. 159. Епизода је изашла у бившој Југославији у августу 1975. године, имала 115 страна и коштала 6 динара (0,85 DEM; 0,34 $). Насловница представља репродукцију оригиналне Донталијеве насловнице. Аутор није познат. Издавач је био Дневник из Новог Сада.

## Оригинална епизода
Оригинална епизода под називом La caverna dell'oro (Златна пећина) изашла је премијерно у Италији у издању Sergio Bonnelli Editore у септембру 1968. године под редним бројем 58. Коштала је 200 лира (1,28 DEM; 0,32 $). Епизоду је нацртао Франческо Гамба, а сценарио написао Андреа Лавецоло. Насловницу је нацртао Франко Донатели.

## Кратак садржај
Ирвин Робе и Роналд Мур су пустолови без икаквих скрупула. Лутајући шумом, наилазе на пећину у којој се налази златна жила. (У пећини се налази извор који оближњем индијанском племену служи за сигнал за рат против белаца — ако извором потече црвена вода, племе креће у рат.) Роалд убија Ирвина, али и сам бива повређен. Проналазе га индијанци који му пружају уточиште и негу. Роалд се опоравља, смишљајући како да се докопа злата. Предлаже поглавици Сломљеној стрели да постане део племена и ожени се његовом ћерком, Црвеном ружом. У село потом долазе Кит и Френки, трагајући за бандом разбојника. Роалд се представља као копач злата, али Кит му не верује, јер нема опрему. Да би елиминисао Кита, Роалд просипа црвену фарбу у извор, што индијанци тумаче као сигнал да поново треба да крену на ратну стазу против бледоликих. Индијанци заробљавају Кита, али не и Френкија, који бежи. Роалд мисли да му је благо сада надохват руке.